# Kinescopio

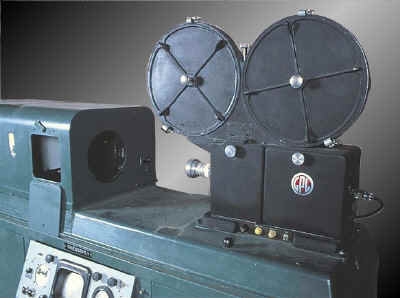
Un kinescopio manufacturado en la década de 1950. Su cámara cinematográfica, atornillada a la parte superior del gabinete, usaba óptica Kodak.

Kinescopio (del griego kinos= movimiento, y skopios=visión) es un término referido originalmente al tubo catódico utilizado en receptores de televisión, nombrado así por el inventor Vladimir Zworykin en 1929. En la actualidad, el término alude a una grabación kinescopada. El proceso es igualmente conocido como telegrabación en el Reino Unido. Consiste en la grabación de un programa televisivo mediante la filmación de un monitor de vídeo. Típicamente, el término se refiere al proceso mismo, al equipo necesario -una cámara de 16 o 35mm montada frente a un monitor de vídeo, y sincronizada con su tasa de fps-, o a la película obtenida mediante este proceso.

## Historia

### Cámara Eastman para grabación de TV
En septiembre de 1947, Kodak introdujo el sistema Eastman de grabación para televisión, en cooperación con los laboratorio DuMont y la NBC, destinado a grabar imágenes de tv y registrado con el nombre patentado de "Kinephoto". Antes de la introducción de la cinta de vídeo, en 1956, los kinescopios eran el único medio de grabar emisiones en TV y distribuir programas que se emitían en vivo a otras ciudades que no perteneciesen a una misma red. Aunque la calidad dejaba algo que desear, programas de todo tipo -desde prestigiosos dramas a comunes noticiarios- eran procesados mediante esta técnica.
La NBC, CBS y DuMont colaboraron para la instalación de un set de rodaje en Nueva York, mientras que la ABC se decidió por Chicago. Hacia 1951, tanto al NBC como la CBS encargaban alrededor de 1000 películas kinescopadas a la semana para sus afiliados de todos los EE. UU. El consumo de cine en televisión desbordó desde entonces la producción de todos los estudios de Hollywood combinados.

### Kinescopado en caliente
En septiembre de 1951 se completó en la costa oeste de los EE. UU. la red de telecomunicaciones, provista de cable coaxial y emisoras de microondas, que permitiría llevar a la costa oeste la programación de la televisión del otro extremo del país. La CBS y la NBC propusieron un proceso de "kinescopio en caliente" según el cual el espectáculo emitido desde Nueva York podía transmitirse al oeste del país, registrado en dos kinescopios sobre película de 35mm (formato cine) y 16mm reversibles (la copia de seguridad). Estos kinescopados se realizaban en Los Ángeles, y así podían ser emitidos en la costa Oeste tres horas más tarde de su emisión original.
En septiembre de 1956, la NBC comenzó a producir "kinescopios en caliente" en color, de algunos de sus primeros programas grabados en color, utilizando un proceso de película lenticular que, a diferencia de la película en color en negativo, podía ser rápidamente procesada utilizando sistemas estándar de revelado en b/n.

### El método de edición por doble sistema
Incluso después de que la introducción de máquinas de cinta vídeo Quadruplex, en 1956, hiciese inútil el sistema de "kinescopado en caliente", las emisoras de televisión continuaron utilizando el kinescopio como parte del método de edición de cintas de vídeo por doble sistema. Entonces, era imposible congelar o frenar un fotograma de cinta de vídeo, de modo que la cinta sin editar se sometía al proceso de kinescopado, y se editaba convencionalmente. Este kinescopio se convertía posteriormente en el máster de edición en cinta de vídeo. Más de 300 series y programas especiales recurrieron a este sistema durante un período de aproximadamente 12 años.

### El cambio a las emisiones en 35mm
Los programas filmados eran comunes en los primeros años de la televisión, aunque generalmente considerados como un producto inferior a las grandes producciones en directo, debido a sus discretos presupuestos y a su pérdida de inmediatez. Esta situación, sin embargo, cambió drásticamente cuando, en 1951, Desi Arnaz y Lucille Ball -productor y estrella, respectivamente, de la obra inspirada en Hollywood "I love Lucy"- decidieron grabar su show directamente en 35mm, utilizando el sistema de 3 cámaras, creado por Karl Freund, en lugar de emitirlo en directo. Normalmente, un programa en directo originado en Los Ángeles ("El show de Frank Sinatra", por ejemplo) sería grabado en vivo a finales de la tarde -según el huso horario de la costa Este- y emitido tras su kinescopado en la costa Oeste, tres horas más tarde.
Pero como se explicó en un artículo del "American Cinematographer", 
"Al principio había una razón más que evidente para la decisión de Desilu Productions de grabar "I love Lucy" en película en lugar de hacerlo en vivo, y que las copias kinescopadas lo llevasen a los servicios afiliados a la red: La compañía no estaba satisfecha con la calidad de los kinescopados. Se veía que la película producida especialmente para televisión era la única manera de asegurar imágenes de alta calidad en los receptores domésticos, así como asegurar un espectáculo impecable".
Esta decisión del equipo de "I love Lucy" introdujo las reposiciones a la mayoría del público televisivo estadounidense, y sentó las bases para la distribución de espectáculos televisivos (y, más adelante, para las primeras distribuciones por aire) que pervive hasta la actualidad.

### Electronicam
El director del programa de la efímera red televisiva DuMont, James Caddigan, desarrolló una alternativa interesante, aunque poco práctica: el Electronicam. En este sistema, todas las cámaras del estudio de TV tenían incorporada otra cámara de 35mm con la misma óptica. Un técnico de Electronicam "marcaba" electrónicamente el pietaje de película, identificando las tomas de cámara que el director solicitaba. Los segmentos de película seleccionados, procedentes de varias cámaras, eran combinados en un editor de película para duplicar efectivamente el programa en directo. Los 39 episodios distribuidos de "The Honeymooners" fueron filmados usando Electronicam, pero debido a la introducción de un práctico grabador de cinta de vídeo, tan sólo un año más tarde, el sistema Electronicam nunca llegó a alcanzar una amplia difusión. La red DuMont no sobrevivió a la era de la cinta de vídeo, y para poder seguir colocando sus programas dependía en gran medida de los kinescopios, que dieron en llamar "teletranscripciones".

### La cinta de vídeo
Al ir surgiendo nuevas técnicas de almacenaje de información de vídeo, los kinescopios empezaron a perder su importancia. En 1951, la compañía Bing Crosby Enterprises -así llamada por su cantante propietario- inició los primeros experimentos de grabación en cinta magnética; la poca calidad de la imagen obtenida, así como el alto coste de la cinta de alta velocidad demostraron que sería poco práctico para un uso industrial. En 1956, Ampex introdujo los primeros grabadores comerciales Quadruplex, seguidos por un modelo que operaba en color, dos años más tarde.

### El ocaso de los kinescopios de 16mm
Las estaciones continuaron haciendo kinescopados para sus dramas diarios (muchos de los cuales continuaron siendo emitidos en vivo hasta finales de los 60), especialmente destinados, hasta 1969, a los afiliados más modestos de la red que no podían permitirse un equipo de vídeo, pero deseaban mantener el margen horario respecto a la emisión original. Algunos de estos programas se emitían hasta dos semanas más tarde de su fecha, especialmente en estados como Alaska y Hawái. Muchos episodios de programs de los sesenta sobrevivieron por tanto sólo a través de copias kinescopadas. Los últimos kinescopados de programas televisivos se hicieron a finales de los 70, cuando los grabadores de cinta de vídeo se volvieron más asequibles.
En años posteriores, los productores de cine y televisión se mostraban reticentes a incluir material kinescopado entre material no procesado (por ejemplo, para una antología) debido a su calidad inferior. Aunque es cierto que el kinescopado tenía una calidad más pobre que la emisión en directo de los años 50, era debido a las limitaciones técnicas de la industria del momento. Incluso la mejor transmisión en directo podía llegar al receptor doméstico demasiado contrastada, o borrosa. Los avances en tecnología de emisión pronto permitieron una gama más amplia de grises entre el blanco y el negro, y un espectro cromático más completo, que devolvía a los kinescopios su posición de viabilidad. Así se demostró en la proyección de la película "Ten from Your Show of Shows", una colección de kinescopios de Sid Caesar que se distribuyó en cines. Los más críticos con el proceso hubieron de admitir la gran calidad del kinescopado en pantalla grande: liberados desde entonces de su estigma de inferioridad, hoy son comúnmente usados como material de archivo.

## Calidad de imagen
Una imagen kinescopada parece ser menos fluida que una emisión en vivo o un programa en cinta de vídeo, ya que la película normal tiene tan sólo 24fps, menos de la mitad de los campos utilizados en los sistemas de vídeo NTSC(60) o PAL(50). La diferencia sincrónica entre esos 24 fps y los 60 campos del NTSC se solucionaba utilizando un obturados de película en un arco de 72°, la quinta parte de un círculo, que corría a 24 revoluciones por segundo. Cuando el obturador había bloqueado completamente la imagen, la película había avanzado un fotograma. Los fotogramas de película se capturaban en dos campos entrelazados (a diferencia del sistema progresivo que utilizan tecnologías posteriores) que componían una imagen completa en televisión. De este modo, en 1 segundo, 48 campos de televisión podían capturarse en 24 fotogramas de película, y 12 campos serían omitidos por efecto de la acción del obturador. Ya que cada campo es secuencial en tiempo con el siguiente, un fotograma de película kinescopada que hubiese capturado dos campos a la vez mostraría un "aura" borrosa alrededor de los bordes de objetos móviles, un defecto que sin embargo no es visible cuando se ve la televisión a una velocidad normal de 50 o 60 campos por segundo.
Algunos kinescopios filmaban las imágenes de televisión a la misma tasa de 30 campos completos por segundo, resultando en una imagen de calidad más fiel a la original que aquellos que registraban 24 campos. El estándar adaptado posteriormente para la TV fue de 59.94 campos/segundo o 29.97 fotogramas/segundo, cuando se desarrolló la TV en color.
En recientes años, la BBC ha introducido un nuevo proceso llamado VidFIRE, que puede restaurar grabaciones kinescopadas a su tasa original de fotogramas interpolando campos de vídeo entre los fotogramas de película.

## El lugar del kinescopio en la actualidad
Los kinescopios pretendían ser usados para una reemisión inmediata, o para la ocasional reposición de un programa pregrabado; por ello sólo una pequeña fracción de grabaciones kinescopadas se conservan hoy día. Muchos shows televisivos están representados tan solo por un puñado de episodios, como puede ser el caso de los primeros pasos del comediante estadounidense Ernie Kovacs, o la versión original de Jeopardy!, presentada por Art Fleming.
Ciertos creadores o compañías de producción requerirían que se kinescopase cualquier programa televisivo. Éste es el caso con artistas como Jackie Gleason o Milton Berle, cuyos programas están casi completamente conservados como kinescopio. Ya que el programa de Jackie Gleason era emitido en directo desde Nueva York, el espectáculo se kinescopaba para su emisión en la Costa Oeste. Después de la difusión de estos programas, los kinescopios fueron devueltos a Gleason, quien los conservó personalmente, hasta su definitiva publicación tras su muerte en 1987. Milton Berle llevó a los tribunales a la NBC al final de su vida, creyendo que la mayoría de los kinescopios de su programa se habían perdido. Felizmente, los programas fueron hallados más tarde en un almacén en Los Ángeles.
Mark Goodson-Bill Todman Productions, creadores de concursos televisivos como What's My Line? tienen una parte significativa de su producción grabada tanto en cinta de vídeo como en kinescopios. Estos programas son reemitidos en la TV por cable estadounidense.
Todas las emisiones de la Orquesta Sinfónica de la NBC, con Arturo Toscanini, realizadas entre 1948 y 1952, fueron preservadas como copias kinescopadas y posteriormente editadas en VHS y laser disc por RCA y en DVD por Testament. El sonido original de los kinescopios se cambió, sin embargo, por un sonido de alta fidelidad que había sido grabado simultáneamente en discos de transcripción o cinta magnética.
A mediados de los 90, Edie Adams, esposa de Ernie Kovacs, denunció que se había valorado en tan poco el material kinescopado propiedad de DuMont Television que después de la retirada de la emisora todo su archivo se había arrojado a la bahía de Nueva York. Hoy, sin embargo, se reconocen esfuerzos por conservar los pocos kinescopados DuMont supervivientes, como el que el Archivo de Cine y Televisión UCLA ha culminado recopilando más de 300 kinescopios para su conservación.